# 自由及开放源代码软件列表
下面是自由及开放源代码软件包——即采用自由软件授权和开源许可证的计算机软件的列表。符合自由软件定义的软件可能称为自由软件更为适宜；GNU计划尤其反对他们的软件被称为“开源”。欲知更多有关开源软件信息及其理论背景，请参考开源软件运动和自由软件运动。不过，几乎所有的符合开源软件定义的软件都是自由软件，故而也在此列出。

## 应用领域

### 人工智能
- 通用
  - OpenCog——以构建通用人工智能（Artificial General Intelligence，AGI）架构为目标的项目。OpenCog Prime是用于设计增进相当于人类的通用人工智能相互作用的组件的具体安排
- 计算机视觉
  - AForge.NET（英语：AForge.NET）——基于.NET Framework的计算机视觉、一般人工智能和机器人技术库
  - OpenCV——用C++编写的计算机视觉库
- 机器学习
  - 参见下文数据挖掘
  - 参见R语言——统计学习和分析工具包
- 计划
  - TREX——反应计划
- 机器人技术
  - ROS——机器人操作系统（Robot Operating System）

### CAD
- FreeCAD
- 阿基米德(CAD)

### 计算机模拟
- Blender，用C、C++和Python语言写成的3D模拟程序，包含服饰、发型、形体模拟技术
- SimPy，基于队列理论事件的模拟器，用Python编写
- FlightGear，适用于Windows、OS X和GNU/Linux的开源航班模拟器
- Godot，可執行於Windows、macOS和Linux等的遊戲引擎
- Open 3D Engine，基於Amazon Lumberyard的遊戲引擎

### 财务
- Adempiere——ERP（企业资源计划）商务套件
- Bitcoin——P2P分散型数字货币
- 博尼塔——业务流程管理
- Compiere——ERP自动化会计解决方案，支持链条、销售清单和销售订单
- CiviCRM——针对非盈利组织的组织关系管理软件
- Cyclos——用于小额信贷机构、补充货币（英语：complementary currency）系统和时间银行（timebanks）的软件
- Dolibarr——基于Web的ERP系统
- Ebase——特别为非盈利组织开发的组织关系管理工具
- Ethereum——P2P分散型数字货币 + 公共區塊鏈電子平台
- EOS （页面存档备份，存于）——P2P分散型数字货币 + 公共區塊鏈電子平台
- Frontaccounting——基于Web的复式簿记和ERP系统
- GnuCash——复式簿记
- Grisbi——单式簿记
- HomeBank——用于个人
- IDempiere——Adempiere + OSGI ERP 企业资源计划
- Ino erp——基于动态Pull的ERP系统
- jFin
- JFire——用Java和JDO写成的ERP商务套件
- JQuantLib——基于Java的定量金融学应用接口（API）框架，适用于金融工具的估值和更多……
- KMyMoney——复式簿记
- LedgerSMB——复式簿记
- Mifos——微型金融机构管理软件
- MyEtherWallet （页面存档备份，存于） ——以太坊加密貨幣錢包
- Openbravo
- OrangeHRM——商业人力资源管理
- Postbooks——综合会计及ERP商务套件
- QuickFIX ——用C++写成，再用C#、Ruby和Python包装的FIX protocol引擎
- QuickFIX/J——用Java写成的FIX protocol引擎
- SQL Ledger——复式簿记
- SugarCRM——商业客户关系管理
- Tryton
- TurboCASH——适用于Windows的复式簿记
- vtiger CRM——客户关系管理（Customer Relationship Management，CRM）软件，具备销售力量自动化、市场管理、客户服务／支持、库存管理
- WebERP——基于Web的ERP系统

### 图书馆集成管理软件
- Evergreen
- Koha
- NewGenLib
- OpenBiblio
- PMB
- refbase——基于Web的机构存储和参考文献管理软件

### 图像编辑器
- Darktable——数字图像工作流管理，含RAW处理。
- digiKam——包含编辑功能的集成图像工具包。
- GIMP————GNU图像处理程序
- Inkscape——开源矢量图形编辑器
- Nodebox——开源矢量图形编辑器
- Krita————自由开源的免费绘画软件
- Mtpaint——針對像素圖且能在老電腦上運行的繪圖軟體

### 数学

#### 動態幾何軟體
- GeoGebra
- Dr.Geo
- KSEG

#### 符號計算軟體
- Maxima
- Python——結合 SymPy 等擴充函數庫
- Yacas
- R——結合 rSymPy, Ryacas 等擴充函數庫

#### 科學(矩陣)計算, 2D、3D 函數繪圖軟體
- Euler Math Toolbox ——有自己的語法, 也可以使用 C 或 Python
- Julia
- JavaScript ——結合Rlab等擴充函數庫
- Octave
- Python——結合NumPy、SciPy、Matplotlib、SymPy等擴充函數庫
- R語言  ——R語言 目前支援數值計算的套件一直在成長, 內建矩陣計算的指令很多, 數值微分 numDeriv,adapt, 符號運算 Ryacas,rSymPy, 微分方程 dsolve, 線性規劃 linprog,Rglpk, 等等, 另外bigmemory、bigalgebra 可以進行大矩陣計算
- SciLab